# Dohem
Dohem [dɔɑ̃] est une commune française située dans le département du Pas-de-Calais en région Hauts-de-France. Ses habitants sont appelés les Dohémois.
La commune fait partie de la communauté de communes du Pays de Lumbres qui regroupe 36 communes et compte 24 187 habitants en 2021.
Le territoire de la commune est situé dans le parc naturel régional des Caps et Marais d'Opale.

## Géographie

### Localisation
Localisée dans le nord-est du département du Pas-de-Calais, Dohem est une commune située, à vol d'oiseau, à 9 km au sud-est de la commune de Lumbres et à 13 km au sud-ouest de la commune de Saint-Omer (chef-lieu d'arrondissement).
Le territoire de la commune est limitrophe de ceux de sept communes.
Les communes limitrophes sont Cléty, Audincthun, Saint-Martin-d'Hardinghem, Avroult, Coyecques et Delettes.

### Géologie et relief
La superficie de la commune est de 9,16 km2 ; son altitude varie de 60  à   151 m.

### Hydrographie
Le territoire de la commune est situé dans le bassin Artois-Picardie.
Le territoire communal est traversé par deux cours d'eau :
- le ruisseau du bois Fauchez du ravin d'Ecques, cours d'eau naturel non navigable de 9,97 km, qui prend sa source dans la commune et se jette dans le Lauborne au niveau de la commune d'Ecques[4] ;

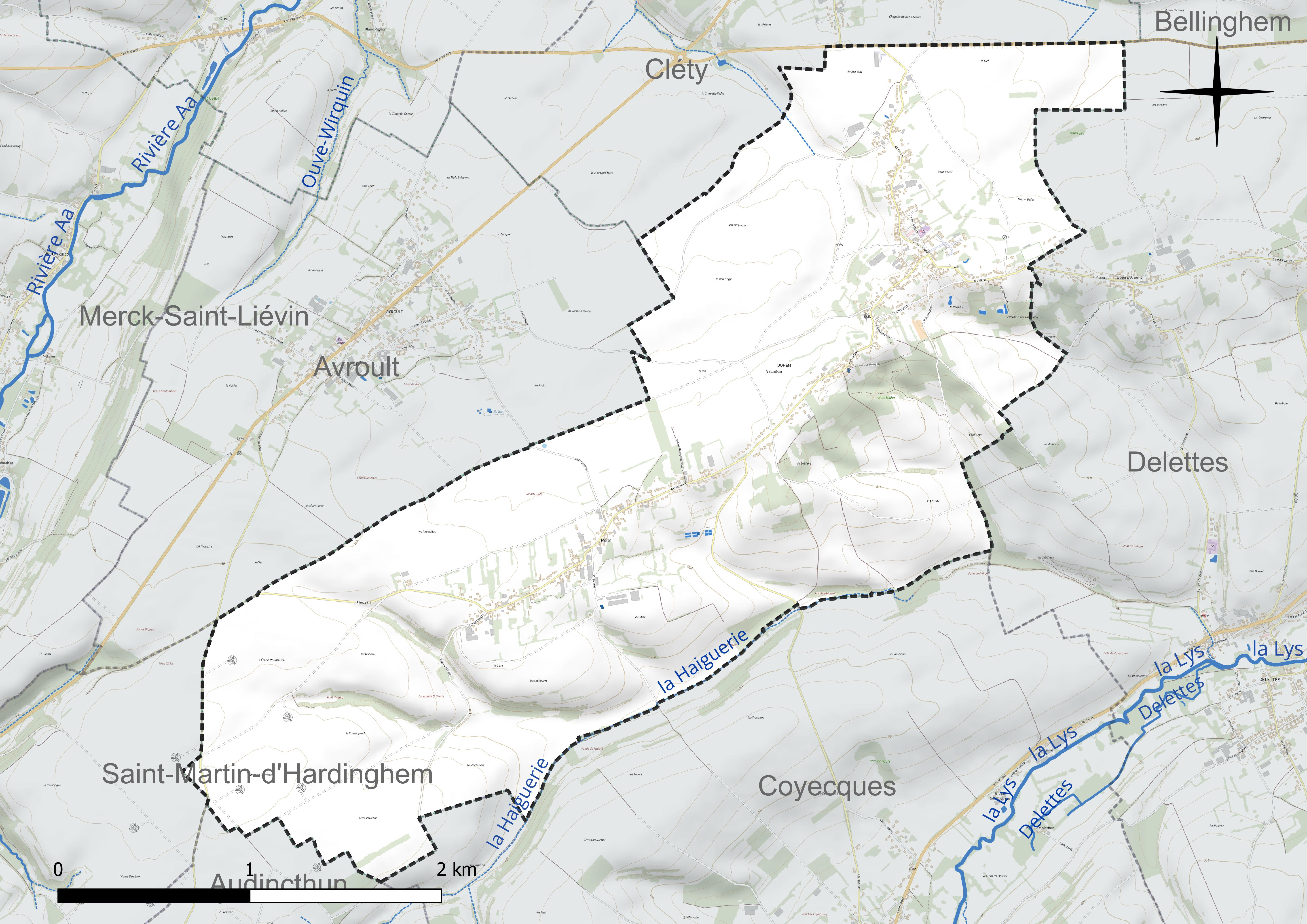
Réseau hydrographique de Dohem.

- la Haiguerie, d'une longueur de 3,8 km[5].

### Climat
Pour des articles plus généraux, voir Climat des Hauts-de-France et Climat du Pas-de-Calais.
En 2010, le climat de la commune est de type climat océanique franc, selon une étude du CNRS s'appuyant sur une série de données couvrant la période 1971-2000. En 2020, Météo-France publie une typologie des climats de la France métropolitaine dans laquelle la commune est exposée à un climat océanique et est dans la région climatique Côtes de la Manche orientale, caractérisée par un faible ensoleillement (1 550 h/an) ; forte humidité de l’air (plus de 20 h/jour avec humidité relative > 80 % en hiver), vents forts fréquents.
Pour la période 1971-2000, la température annuelle moyenne est de 10 °C, avec une amplitude thermique annuelle de 13,7 °C. Le cumul annuel moyen de précipitations est de 907 mm, avec 13,5 jours de précipitations en janvier et 8,9 jours en juillet. Pour la période 1991-2020, la température moyenne annuelle observée sur la station météorologique la plus proche, située sur la commune de Radinghem à 11 km à vol d'oiseau, est de 10,5 °C et le cumul annuel moyen de précipitations est de 1 038,1 mm,. Pour l'avenir, les paramètres climatiques de la commune estimés pour 2050 selon différents scénarios d'émission de gaz à effet de serre sont consultables sur un site dédié publié par Météo-France en novembre 2022.

### Paysages
Pour un article plus général, voir Paysage en France.
La commune s'inscrit dans les « paysages des hauts plateaux artésiens » tels qu’ils sont définis dans l’atlas de paysages de la région Nord-Pas-de-Calais, conçu par la direction régionale de l'Environnement, de l'Aménagement et du Logement (DREAL),.
Ces paysages, qui concernent 77 communes du Pas-de-Calais, se situent à l'extrémité ouest des collines de l'Artois qui traversent le Pas-de-Calais d'Arras au Boulonnais. L'altitude de ces paysages dépassent les 180 mètres. Ces dimensions sont modestes, d'une quinzaine de kilomètres du sud-est au nord-ouest et d'une vingtaine de kilomètres dans sa dimension la plus grande.
Ces « paysages des hauts plateaux artésiens », appelés aussi « Haut Artois », se caractérisent par trois ensembles écopaysagers : 
- l'ensemble mésophile ouvert du plateau artésien calcaire ;
- l'ensemble alluvial des fonds de vallée de la Lys et de l'Aa ;
- l'ensemble calcicole des versants calcaires des vallées[13].

Le « Haut Artois » dispose d'une importante densité de corridors biologiques bien interconnectés.
Dans le « Haut Artois », pas de villes, c'est une des rares terres rurales de la région, les communes les plus importantes sont, du nord au sud, Lumbres, Fauquembergues et Fruges. Le « Haut Artois », drainé par l'Aa et la Lys, constitue le sommet de l'anticlinal artésien, paysage ventée, froid et aux précipitations importantes qui en font le château d'eau régional.
Leș cultures représentent environ 60 % des sols, les prairies entre 26 et 27 %, les bois de 5 à 8 % et les villages et bourgs de 5 à 8 %, l'industrie y est peu présente.

### Milieux naturels et biodiversité

#### Espace protégé et géré
La protection réglementaire est le mode d’intervention le plus fort pour préserver des espaces naturels remarquables et leur biodiversité associée.
Dans ce cadre, la commune fait partie d'un espace protégé : le parc naturel régional des Caps et Marais d'Opale, d’une superficie de 132 499 ha réparties sur 154 communes, géré par le syndicat mixte d'aménagement et de gestion du parc naturel régional des Caps et Marais d'Opale.

#### Zones naturelles d'intérêt écologique, faunistique et floristique
L’inventaire des zones naturelles d'intérêt écologique, faunistique et floristique (ZNIEFF) a pour objectif de réaliser une couverture des zones les plus intéressantes sur le plan écologique, essentiellement dans la perspective d’améliorer la connaissance du patrimoine naturel national et de fournir aux différents décideurs un outil d’aide à la prise en compte de l’environnement dans l’aménagement du territoire.
Le territoire communal comprend une ZNIEFF de type 1 : le bois Bertoulin, le bois d'Enfer et les bosquets au sud de Dohem. D'une altitude variant de 53  à   143 m et d'une superficie de 418 ha. ce site est constitué de boisements installés sur des buttes tertiaires du Landénien (sables et grès d’Ostricourt, cailloutis…), auréolées d’argiles de l’Yprésien, et de limons de plateaux avec des versants cultivés.
et une ZNIEFF de type 2 : la haute vallée de la Lys et ses versants en amont de Thérouanne. L’entité paysagère de la haute vallée de la Lys et ses versants s’étire sur une vingtaine de kilomètres du Nord au Sud pour moins de dix d’Est en Ouest dans le Haut Artois.

Carte des ZNIEFF de type 1 et 2 sur la commune
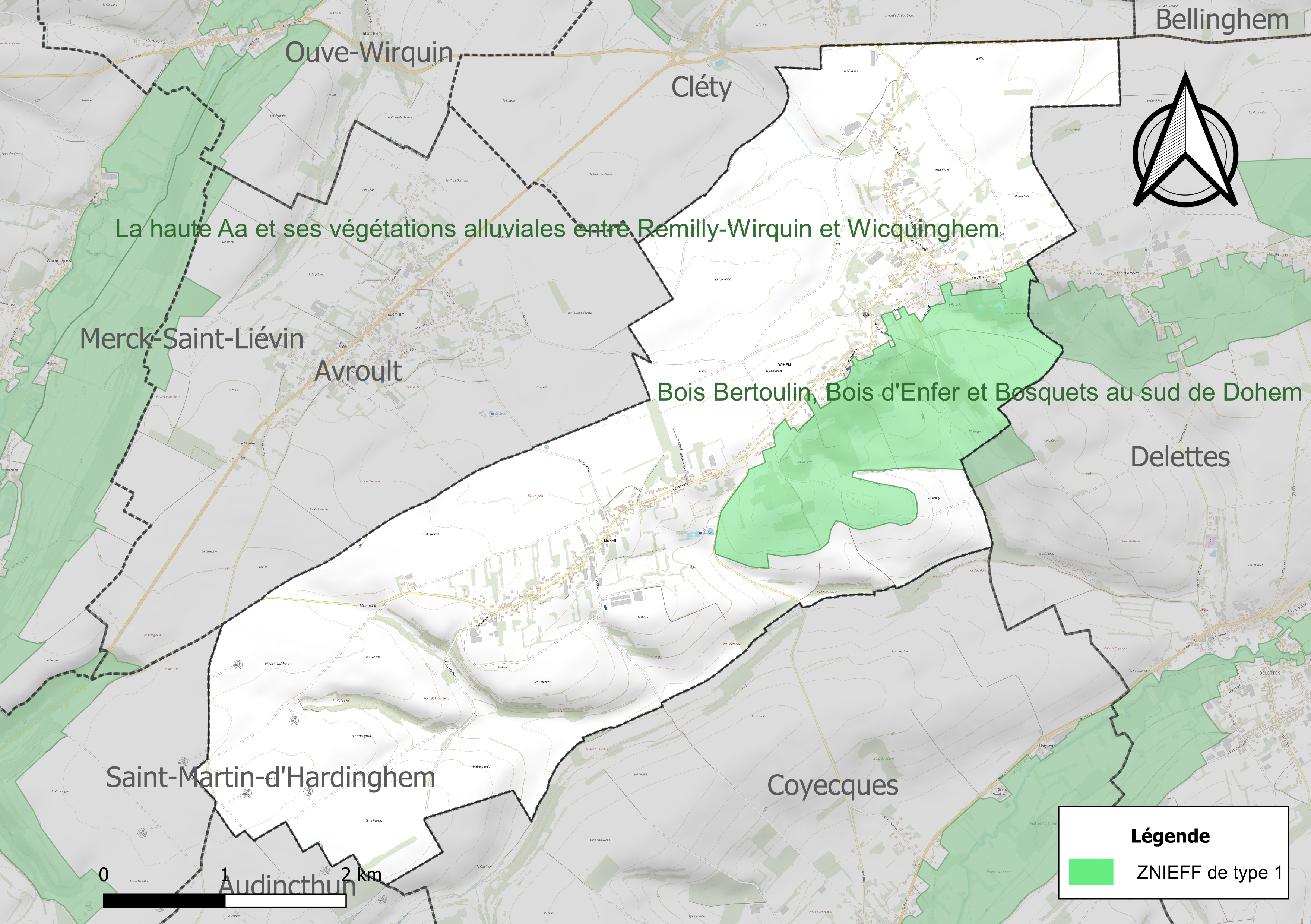
Carte de la ZNIEFF de type 1 sur la commune.
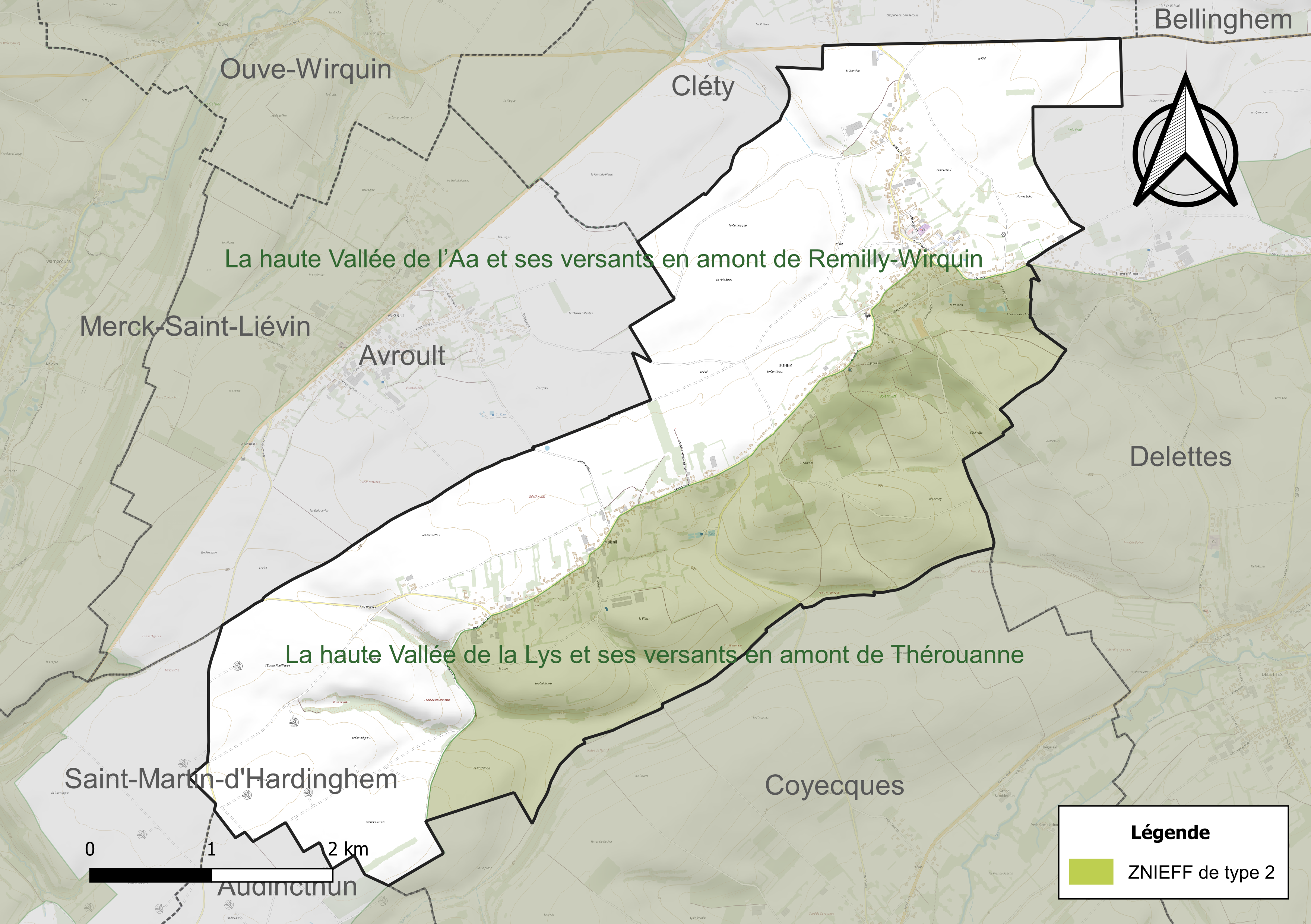
Carte de la ZNIEFF de type 2 sur la commune.

## Urbanisme

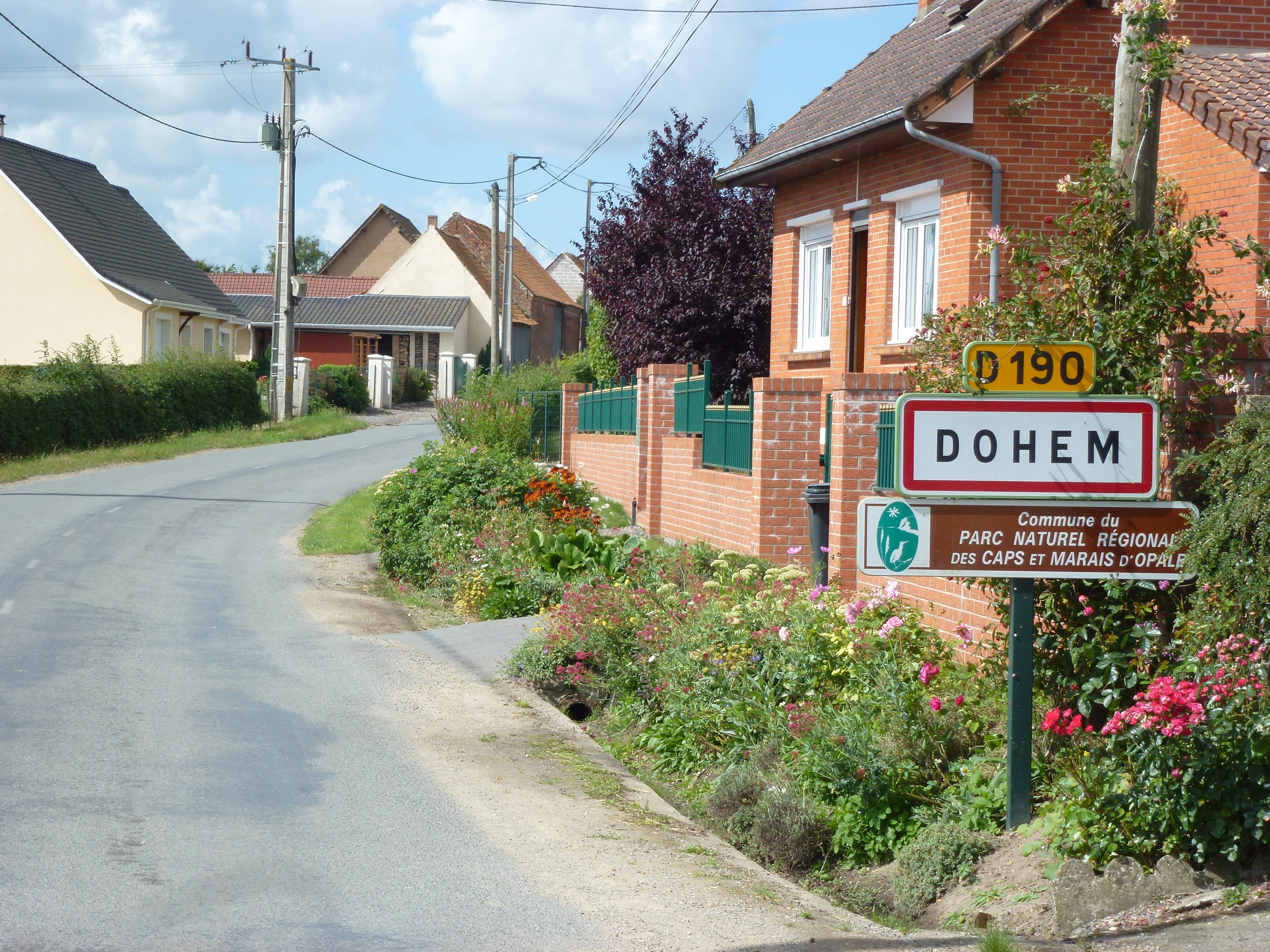
L'entrée de Dohem avec le panneau du parc naturel régional.
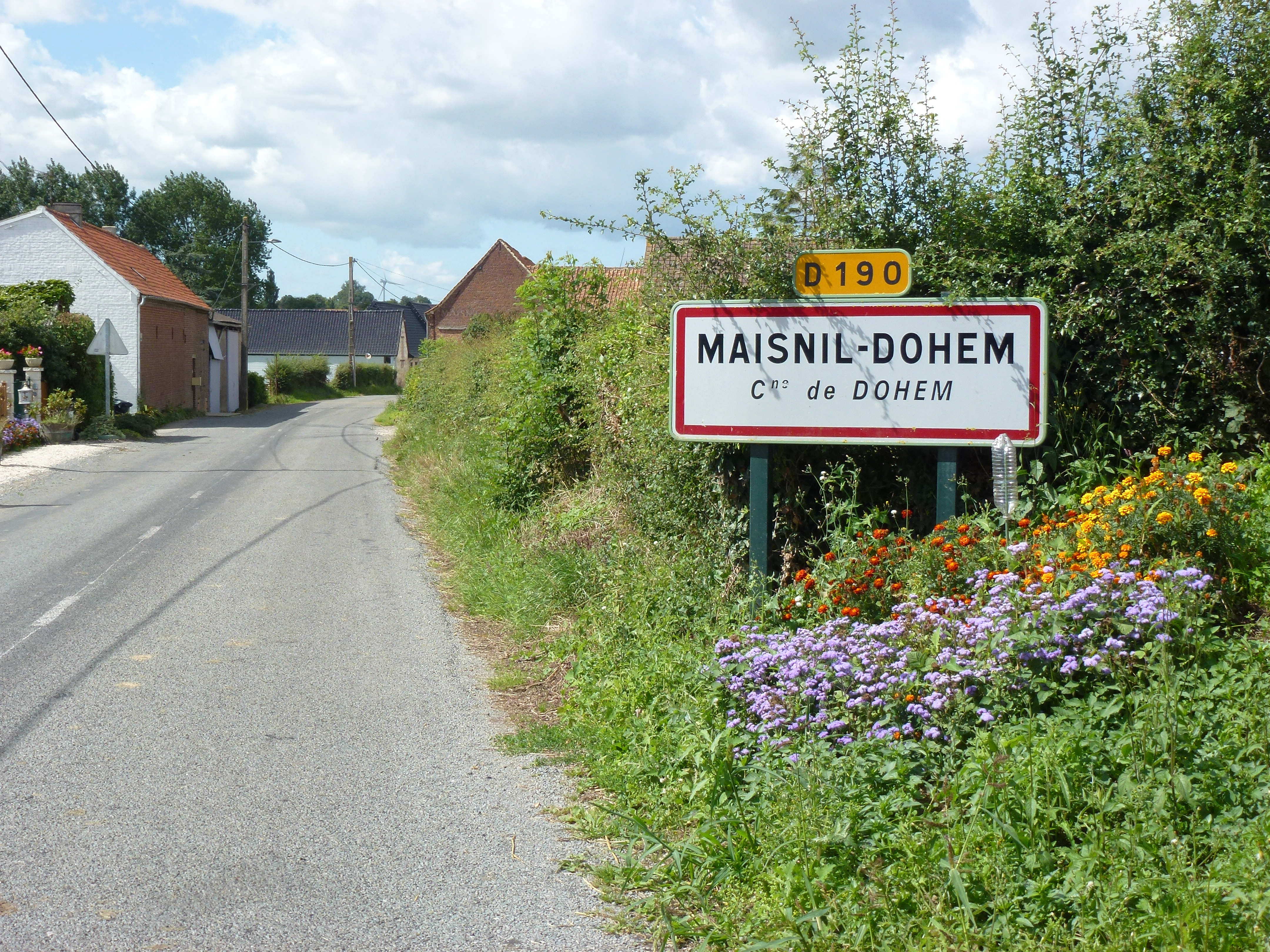
L'entrée de Maisnil-Dohem.

### Typologie
Au 1er janvier 2024, Dohem est catégorisée commune rurale à habitat dispersé, selon la nouvelle grille communale de densité à sept niveaux définie par l'Insee en 2022.
Elle est située hors unité urbaine. Par ailleurs la commune fait partie de l'aire d'attraction de Saint-Omer, dont elle est une commune de la couronne,. Cette aire, qui regroupe 79 communes, est catégorisée dans les aires de 50 000 à moins de 200 000 habitants,.

### Occupation des sols
L'occupation des sols de la commune, telle qu'elle ressort de la base de données européenne d’occupation biophysique des sols Corine Land Cover (CLC), est marquée par l'importance des territoires agricoles (87,3 % en 2018), en diminution par rapport à 1990 (90,1 %). La répartition détaillée en 2018 est la suivante : 
terres arables (63,3 %), prairies (24 %), zones urbanisées (9,1 %), forêts (3,6 %). L'évolution de l’occupation des sols de la commune et de ses infrastructures peut être observée sur les différentes représentations cartographiques du territoire : la carte de Cassini (XVIIIe siècle), la carte d'état-major (1820-1866) et les cartes ou photos aériennes de l'IGN pour la période actuelle (1950 à aujourd'hui).

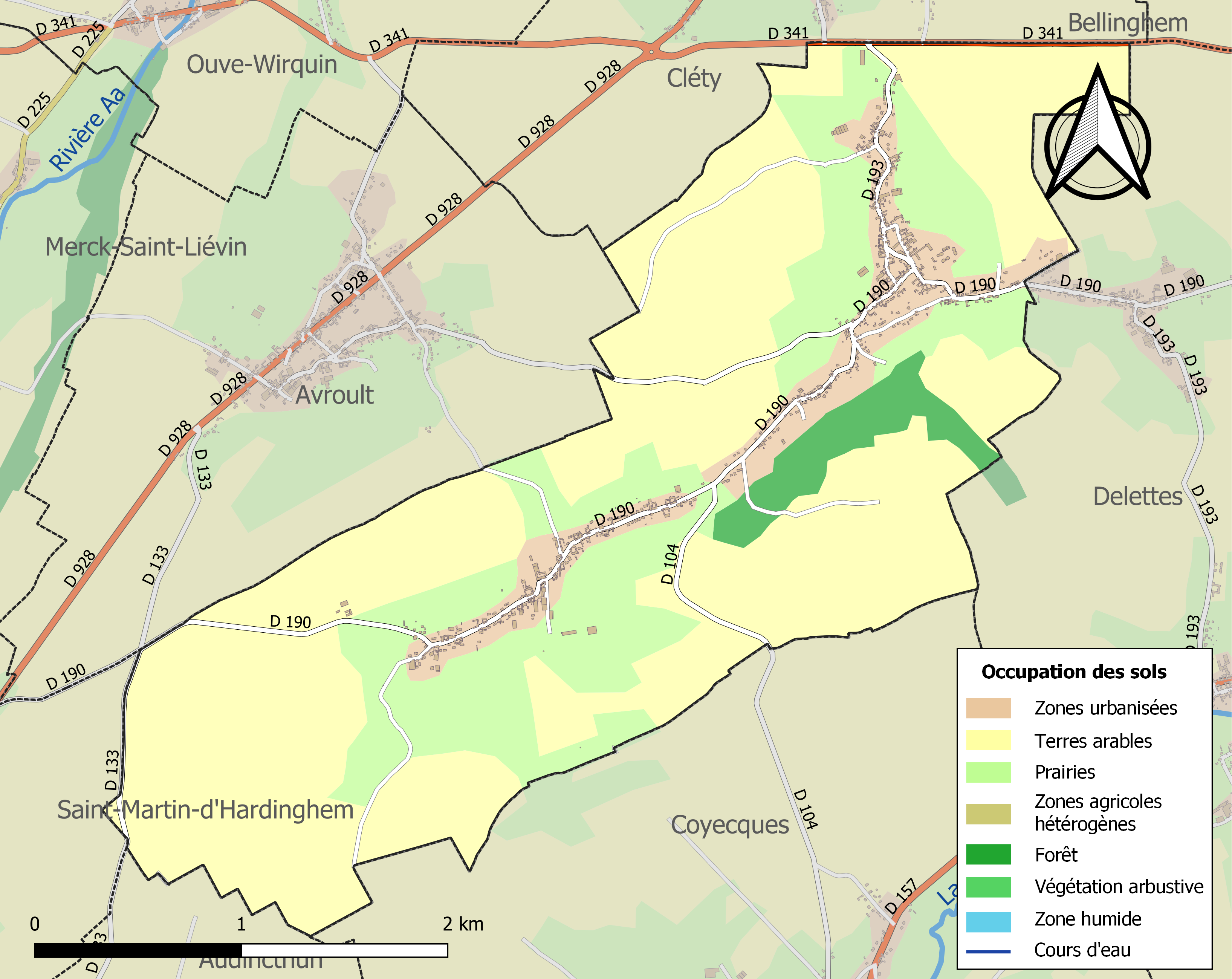
Carte des infrastructures et de l'occupation des sols de la commune en 2018 (CLC).

### Lieux-dits, hameaux et écarts
La commune a comme hameau Maisnil-Dohem.

### Voies de communication et transports

#### Voies de communication
La commune est desservie par les routes départementales D 104 et D 190 et est limitrophe, au nord, de la D 341, appelée chaussée Brunehaut qui relie Sainte-Catherine et Saint-Martin-Boulogne.

#### Transport ferroviaire
La commune se trouve à 16 km, au sud-ouest, de la gare de Saint-Omer, située sur les lignes de Lille aux Fontinettes et de Saint-Omer à Hesdigneul, desservie par des trains TER Hauts-de-France.

## Toponymie
Le nom de la localité est attesté sous les formes Dalhem en 1088, Dauhem de 1170 à 1191, Dahem vers 1200, Dohem en 1314, Doem en 1340, Dohen en 1368, Dolhem en 1530, Dohem depuis 1793 et 1801.
Viendrait du germanique tal ou dal « vallée » suivi de hem ou heim « village, domaine », le tout donnant « le village de la vallée ».
Dallem en flamand.

## Politique et administration

### Découpage territorial
La commune se trouve dans l'arrondissement de Saint-Omer du département du Pas-de-Calais, depuis 1801.

#### Commune et intercommunalités
La commune est membre de la communauté de communes du Pays de Lumbres.

#### Circonscriptions administratives
La commune est rattachée au canton de Lumbres, depuis 1801.

#### Circonscriptions électorales
Pour l'élection des députés, la commune fait partie de la sixième circonscription du Pas-de-Calais.

### Élections municipales et communautaires

#### Liste des maires
| Période                                  | Période                        | Identité          | Étiquette | Qualité                                          |
| ---------------------------------------- | ------------------------------ | ----------------- | --------- | ------------------------------------------------ |
| Les données manquantes sont à compléter. |                                |                   |           |                                                  |
| mars 2001                                | avril 2014                     | Guy Hilmoine      | DVD       | Conseiller financier et en gestion du patrimoine |
| avril 2014                               | janvier 2024                   | Patricia Poulain, |           | Fonctionnaire territoriale                       |
| février 2024                             | En cours (au 30 novembre 2023) | David Dambrune    |           |                                                  |

## Équipements et services publics

### Eau et déchets
Pour le traitement des eaux usées, la commune bénéficie d'une station d'épuration originale, à filtres plantés de roseaux (lagunage naturel) qui fonctionnera en première phase sans électricité (sauf piles pour le comptage des bâchées) puis en seconde phase avec électro-vannes alimentées par des panneaux photovoltaïques, c'est-à-dire avec une consommation d'énergie négligeable, grâce à l'absence de pompe.

### Enseignement
La commune est située dans l'académie de Lille et dépend, pour les vacances scolaires, de la zone B.
La commune administre une école primaire.

### Justice, sécurité, secours et défense
La commune dépend du tribunal judiciaire de Saint-Omer, du conseil de prud'hommes de Saint-Omer, de la cour d'appel de Douai, du tribunal de commerce de Boulogne-sur-Mer, du tribunal administratif de Lille, de la cour administrative d'appel de Douai, du pôle nationalité du tribunal judiciaire de Boulogne-sur-Mer et du tribunal pour enfants de Saint-Omer.

## Population et société

### Démographie
Les habitants sont appelés les Dohémois.

#### Évolution démographique
L'évolution du nombre d'habitants est connue à travers les recensements de la population effectués dans la commune depuis 1793. Pour les communes de moins de 10 000 habitants, une enquête de recensement portant sur toute la population est réalisée tous les cinq ans, les populations de référence des années intermédiaires étant quant à elles estimées par interpolation ou extrapolation. Pour la commune, le premier recensement exhaustif entrant dans le cadre du nouveau dispositif a été réalisé en 2008.

En 2022, la commune comptait 830 habitants, en évolution de −0,24 % par rapport à 2016 (Pas-de-Calais : −0,72 %, France hors Mayotte : +2,11 %).
| 1793 | 1800 | 1806 | 1821 | 1831 | 1836 | 1841 | 1846 | 1851 |
| ---- | ---- | ---- | ---- | ---- | ---- | ---- | ---- | ---- |
| 512  | 382  | 519  | 609  | 642  | 662  | 701  | 887  | 882  |

| 1856 | 1861 | 1866 | 1872 | 1876  | 1881  | 1886  | 1891 | 1896  |
| ---- | ---- | ---- | ---- | ----- | ----- | ----- | ---- | ----- |
| 781  | 819  | 888  | 961  | 1 138 | 1 035 | 1 039 | 923  | 1 023 |

| 1901  | 1906  | 1911 | 1921 | 1926 | 1931 | 1936 | 1946 | 1954 |
| ----- | ----- | ---- | ---- | ---- | ---- | ---- | ---- | ---- |
| 1 011 | 1 034 | 958  | 947  | 881  | 754  | 898  | 926  | 745  |

| 1962 | 1968 | 1975 | 1982 | 1990 | 1999 | 2006 | 2008 | 2013 |
| ---- | ---- | ---- | ---- | ---- | ---- | ---- | ---- | ---- |
| 593  | 575  | 613  | 687  | 705  | 712  | 745  | 755  | 831  |

| 2018 | 2022 | - | - | - | - | - | - | - |
| ---- | ---- | - | - | - | - | - | - | - |
| 825  | 830  | - | - | - | - | - | - | - |

#### Pyramide des âges
La population de la commune est relativement jeune.
En 2018, le taux de personnes d'un âge inférieur à 30 ans s'élève à 40,3 %, soit au-dessus de la moyenne départementale (36,7 %). À l'inverse, le taux de personnes d'âge supérieur à 60 ans est de 20,8 % la même année, alors qu'il est de 24,9 % au niveau départemental.
En 2018, la commune comptait 411 hommes pour 414 femmes, soit un taux de 50,18 % de femmes, légèrement inférieur au taux départemental (51,5 %).
Les pyramides des âges de la commune et du département s'établissent comme suit.
| Hommes | Classe d’âge | Femmes |
| ------ | ------------ | ------ |
| 0,7    | 90 ou +      | 0,7    |
| 4,6    | 75-89 ans    | 6,5    |
| 14,8   | 60-74 ans    | 14,3   |
| 20,4   | 45-59 ans    | 20,0   |
| 20,7   | 30-44 ans    | 16,7   |
| 14,8   | 15-29 ans    | 15,7   |
| 23,8   | 0-14 ans     | 26,1   |

| Hommes | Classe d’âge | Femmes |
| ------ | ------------ | ------ |
| 0,5    | 90 ou +      | 1,6    |
| 5,6    | 75-89 ans    | 8,9    |
| 16,7   | 60-74 ans    | 18,1   |
| 20,2   | 45-59 ans    | 19,2   |
| 18,9   | 30-44 ans    | 18,1   |
| 18,2   | 15-29 ans    | 16,2   |
| 19,9   | 0-14 ans     | 17,9   |

## Culture locale et patrimoine

### Lieux et monuments

#### Patrimoine civil
- La motte castrale.

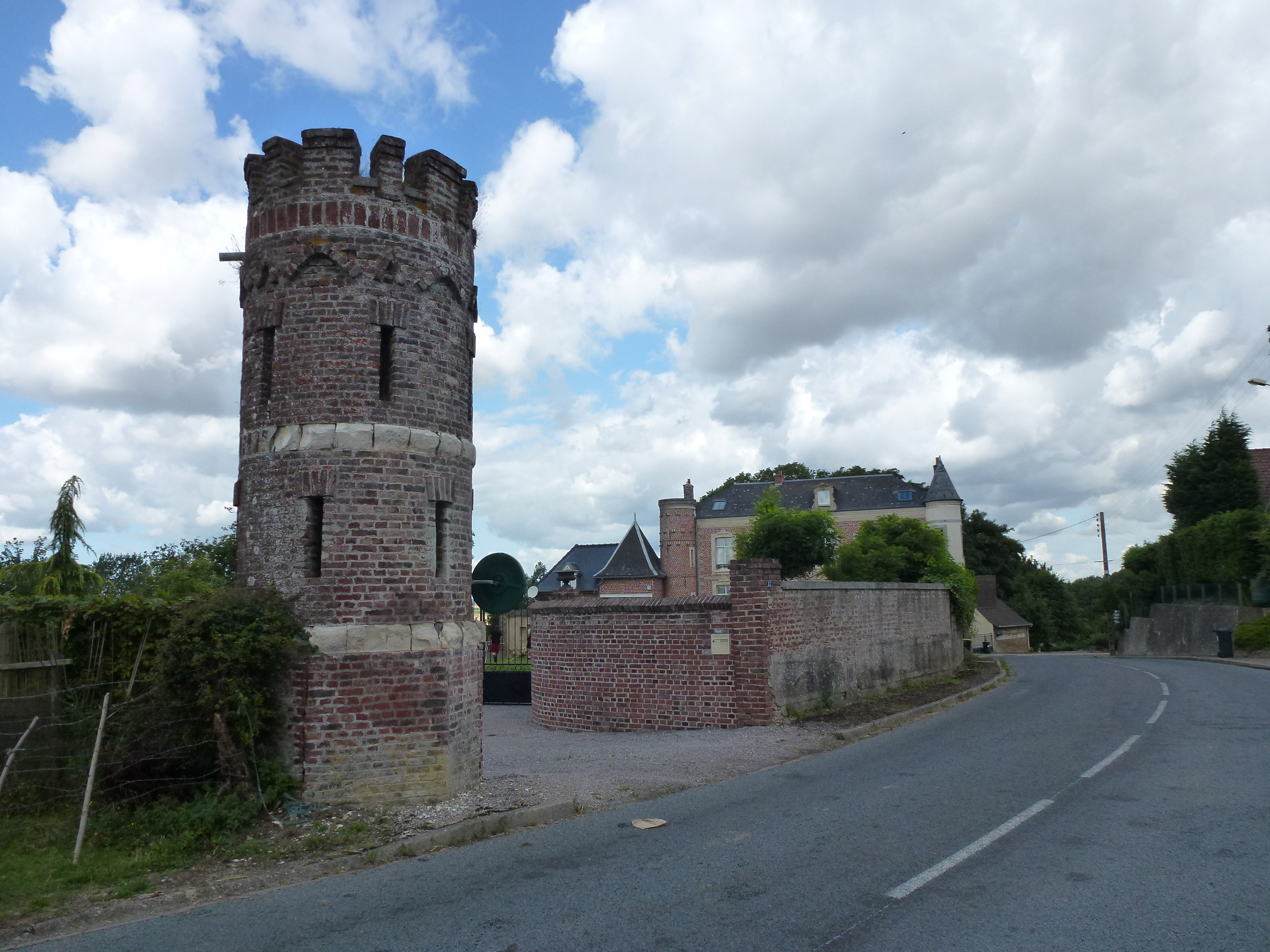
Le château de Dohem.
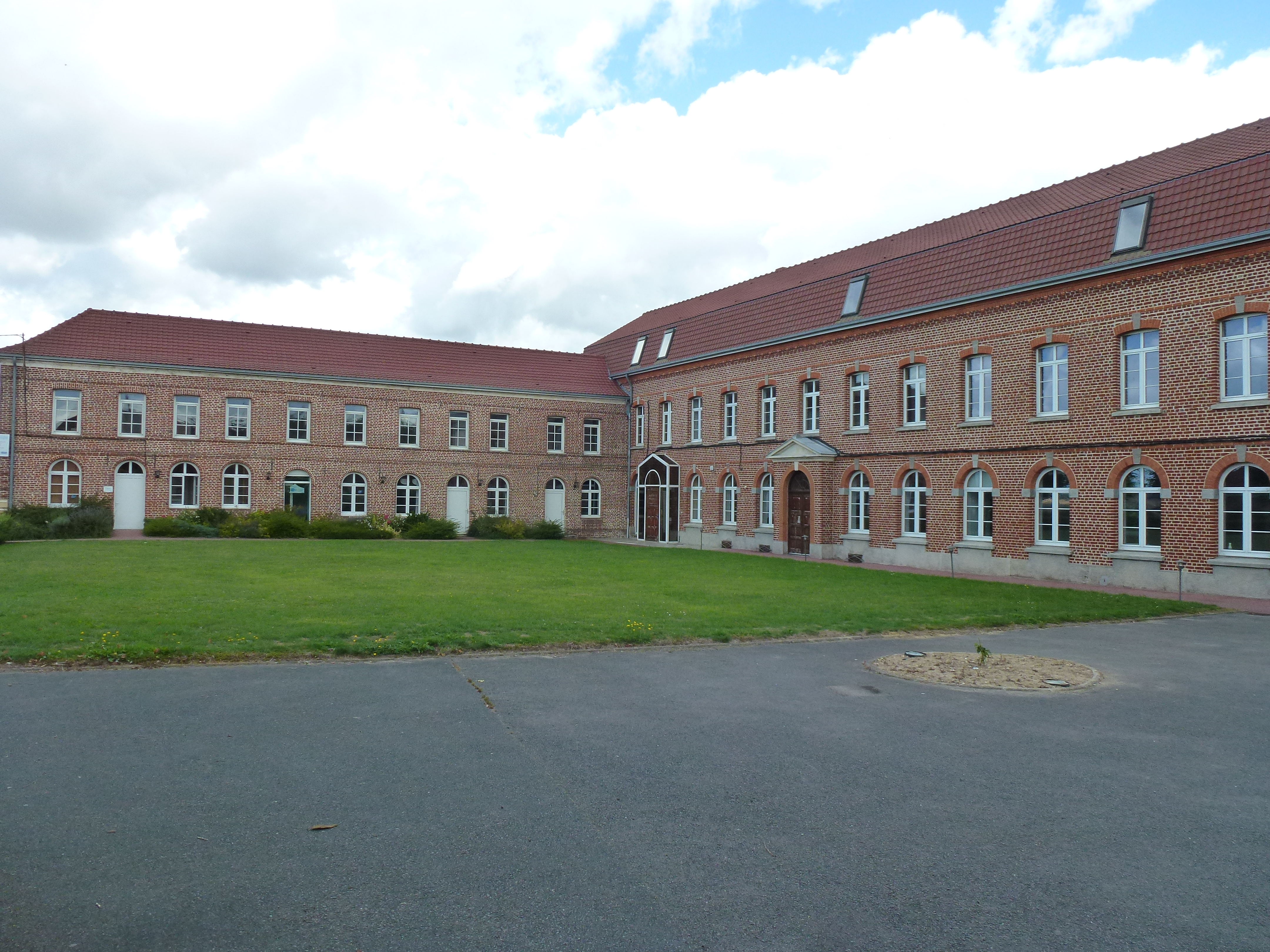
La maison d'enfants Le Regain.

- Le château de Dohem.
- La maison d'enfants.

#### Patrimoine religieux
- L'église Saint-Omer du XIXe siècle.
- Plusieurs chapelles-oratoires : chapelle Notre-Dame-de-la-Salette, datant de 1868 ; chapelle Notre-Dame-de-Lourdes ; chapelle Notre-Dame-des-Champs ; chapelle Sainte-Thérèse ; chapelle Sainte-Thérèse-de-l'Enfant-Jésus ; chapelle Saint-Pontmain.

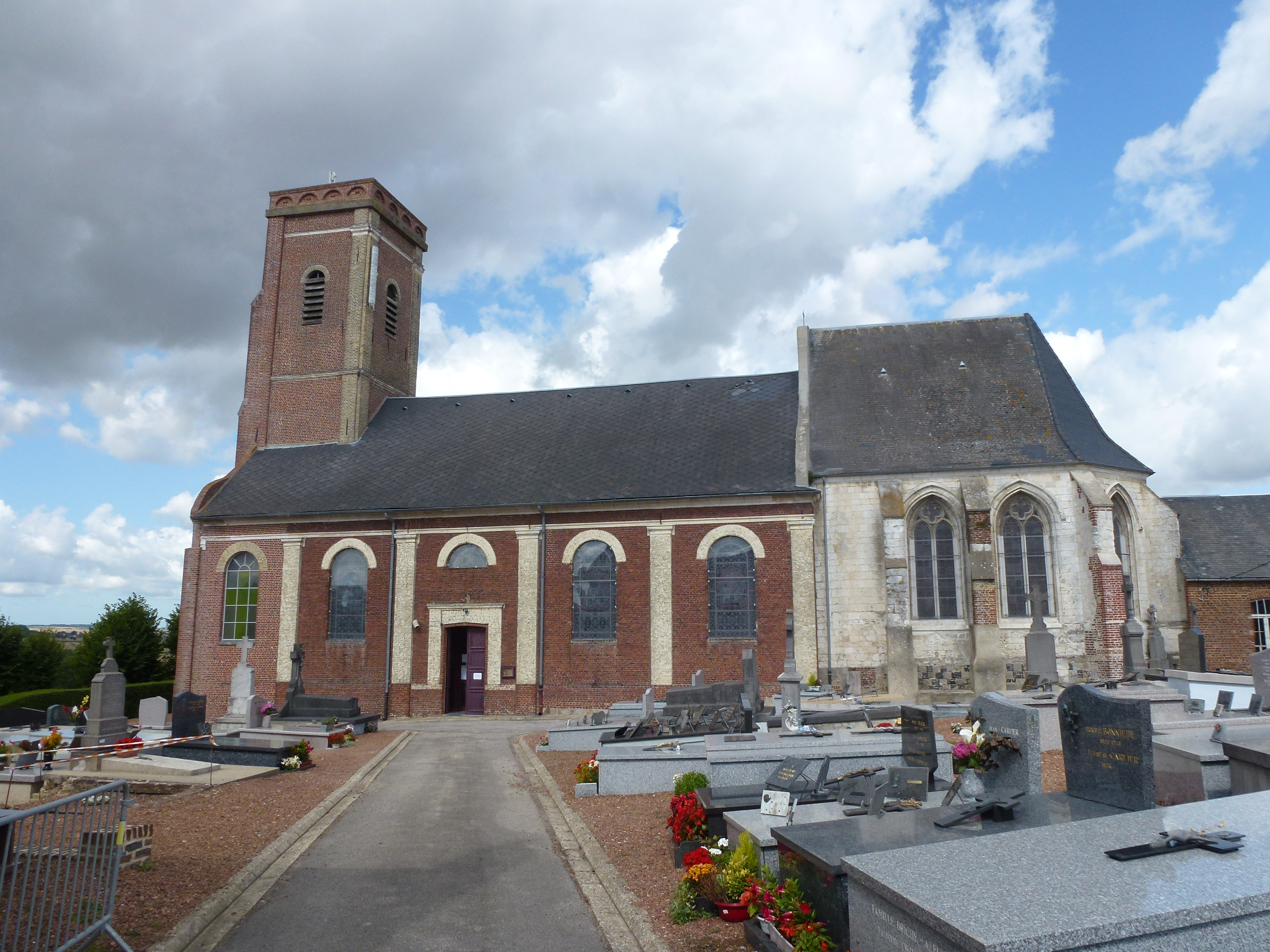
L'église Saint-Omer.
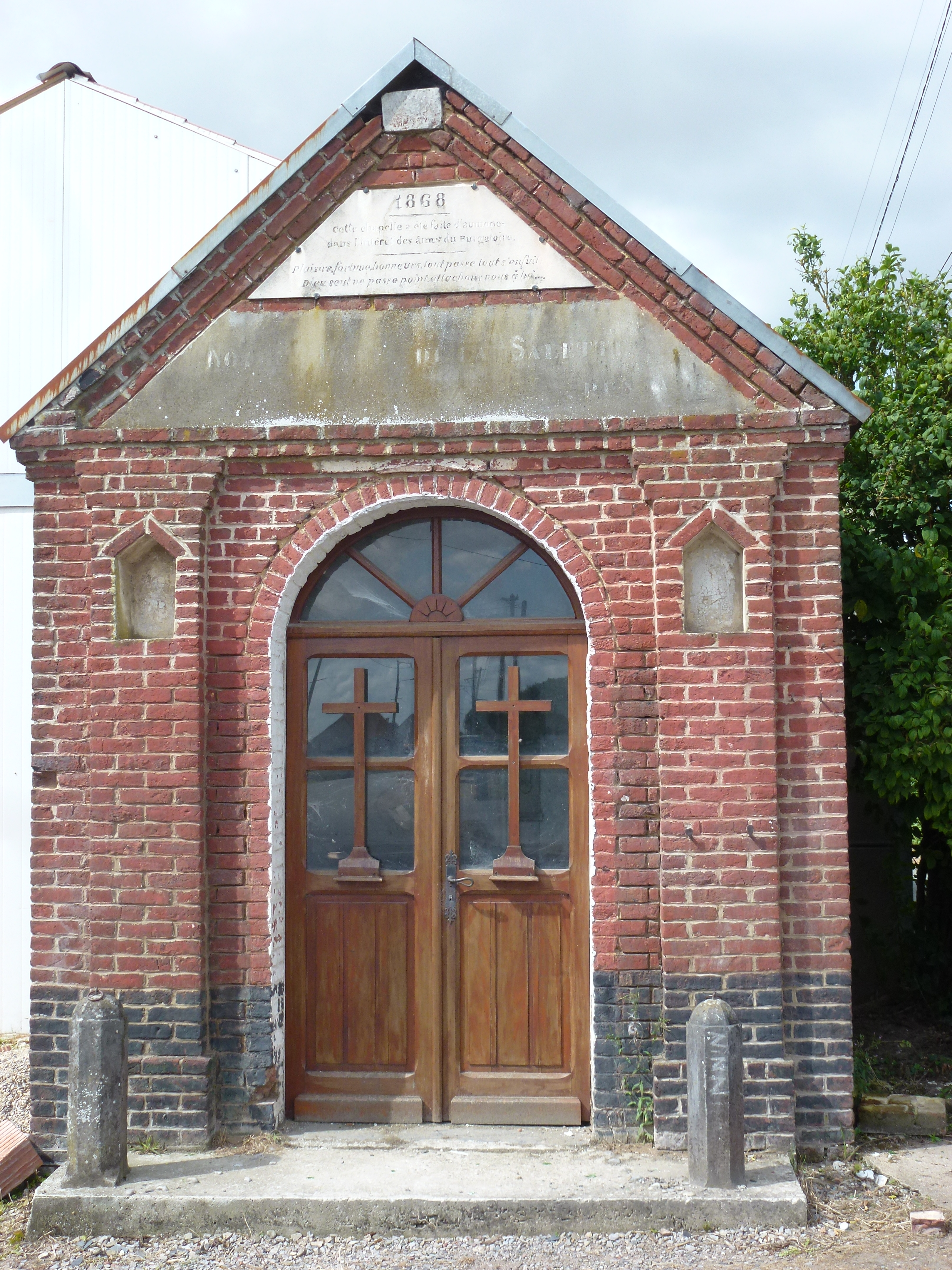
La chapelle Notre-Dame-de-la-Salette.

#### Patrimoine commémoratif
- Le monument aux morts sur la place, à côté de l'église, qui commémore les guerres de 1914-1918, d'Indochine et d'Algérie[42].
- Le calvaire à la mémoire des enfants de la commune morts pour la France, érigé en 1920, qui commémore la guerre de 1914-1918.
- La Pietà dans l'église Saint-Omer, autel funèbre commémorant la guerre 1914-1918.

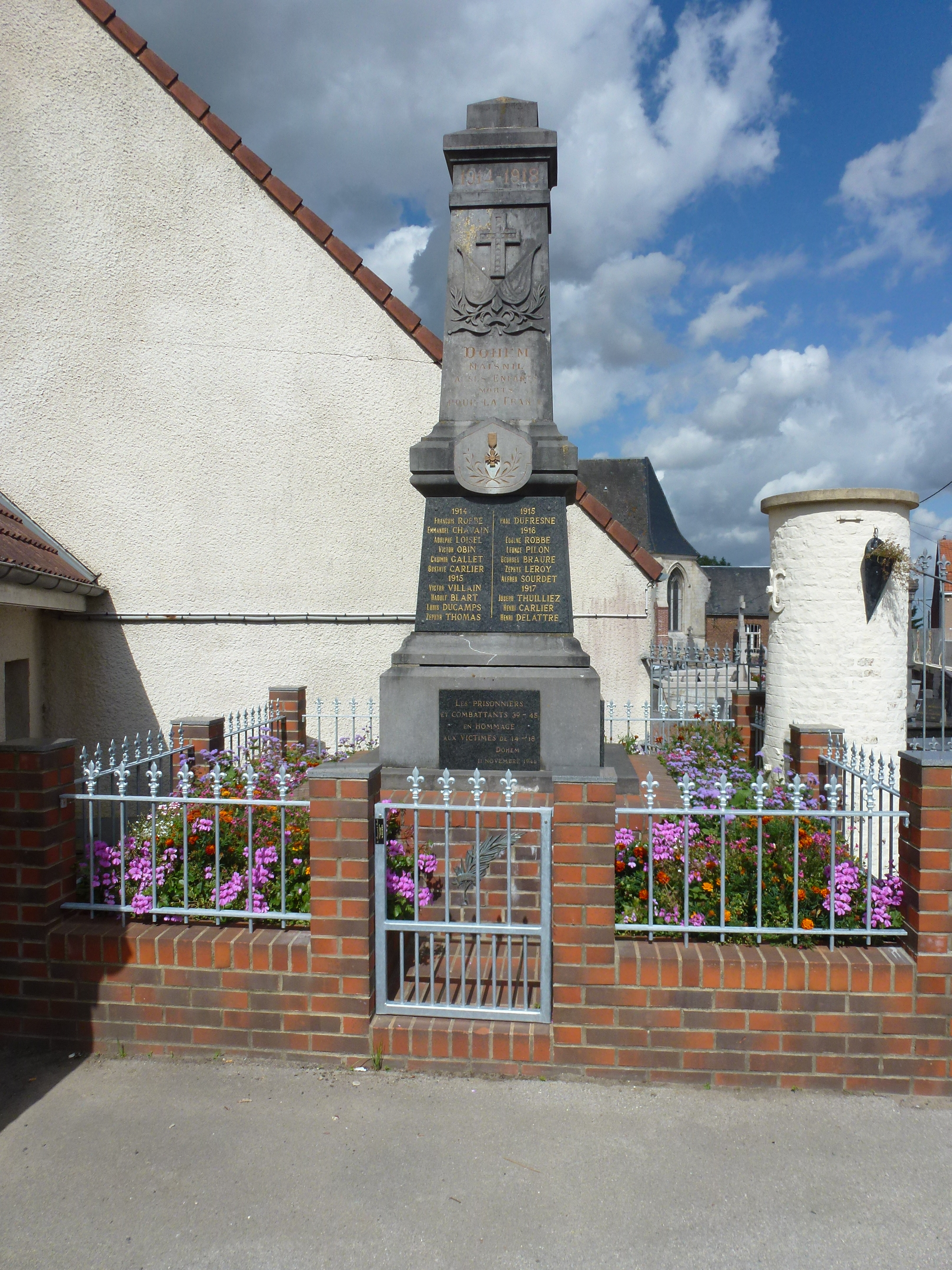
Le monument aux morts.
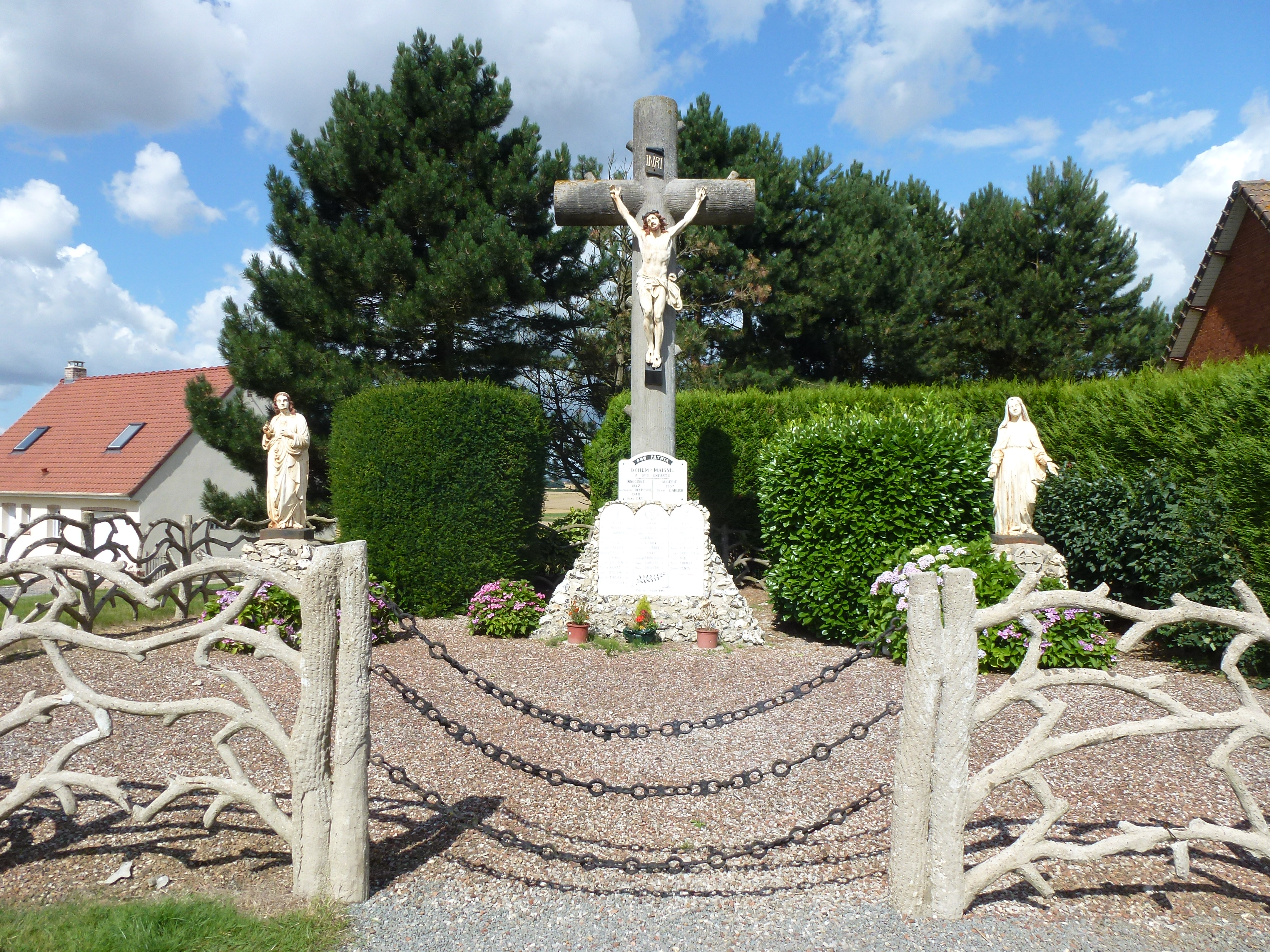
Le calvaire de la guerre.
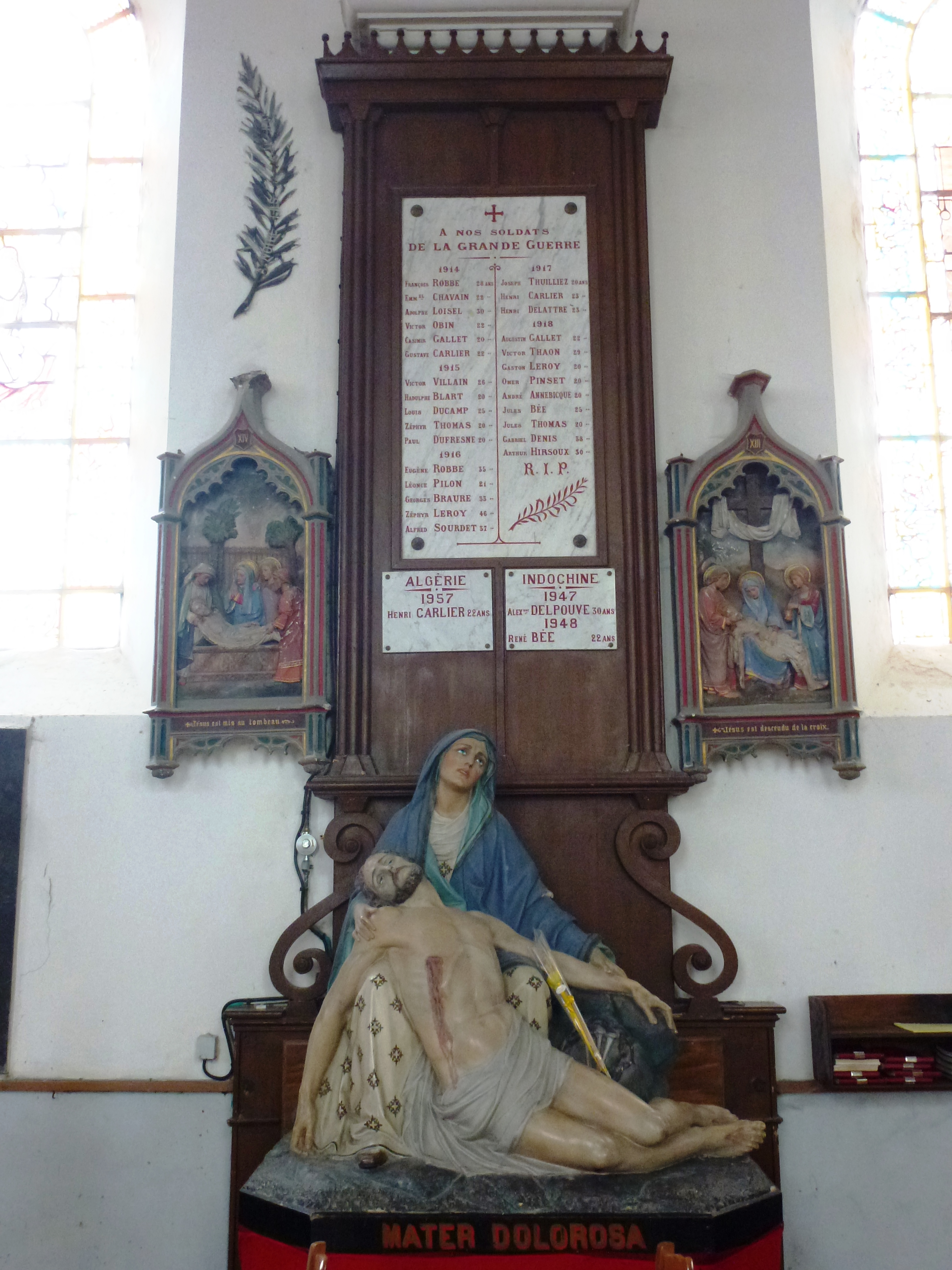
La Pietà.

### Héraldique
| Blason de Dohem | Blason  | Parti : au 1er de gueules au lion d'argent tenant dans sa dextre un cœur d'or, au 2d de sable à saint Omer de carnation vêtu pontificalement d'argent. |
| Blason de Dohem | Détails | Au 1er parti, armes retrouvées sur un sceau de Jehan de Dohem, issu des premiers seigneur du village et procureur en 1378 de la comtesse d'Artois, Marguerite de France, en la cour de Thérouanne, et au 2d, saint Omer, patron de l'église locale. Le statut officiel du blason reste à déterminer. |

## Pour approfondir